# Flagstaff (Hügel)
Der Flagstaff (englisch für Fahnenmast) ist ein 137 m hoher Hügel auf Tent Island in der zum antarktischen Ross-Archipel gehörenden Dellbridge-Inseln.
Der australische Geologe Frank Debenham, Teilnehmer an der Terra-Nova-Expedition (1910–1913) des britischen Polarforschers Robert Falcon Scott, benannte ihn 1911. 